# Gijs Naber
Gijs Naber (Vinkeveen, 9 augustus 1980) is een Nederlands acteur.
Op zeventienjarige leeftijd speelde hij in zijn eerste film De Ziener. Hierna heeft hij in vele films, toneelstukken en televisieseries gespeeld. Sinds 2007 is hij vast verbonden aan het Ro Theater. In 2014 won Naber het Gouden Kalf voor Beste Acteur voor zijn rol in Aanmodderfakker.

## Privéleven
Naber woonde zijn hele jeugd in Vinkeveen. Na de havo in Uithoorn studeerde hij aan de Toneelacademie Maastricht.
Hij heeft sinds 2012 een relatie met Thekla Reuten. Het stel kreeg in augustus 2015 een zoon. In oktober 2018 werd bekend dat hun tweede zoon was geboren.

## Filmografie
| Jaar      | Productie                       | Rol                                | Opmerkingen                                                                                            |
| --------- | ------------------------------- | ---------------------------------- | --- |
| 1998      | De Ziener                       | Dick Thieme Backer                 | Tv-film                                                                                                |
| 2004      | 06/05                           | Wouter Heemskerk                   | |
| 2004      | Cool!                           | Bert                               | |
| 2006      | Spoorloos Verdwenen             | Eigenaar Hotel 69                  | Tv-serie (1 aflevering)                                                                                |
| 2006      | Zwartboek                       | Cas                                | |
| 2007      | De co-assistent                 | Lucas                              | Tv-serie (1 aflevering)                                                                                |
| 2008      | Zomerhitte                      | Richard                            | |
| 2009      | De laatste dagen van Emma Blank | Meijer                             | |
| 2010      | Vreemd bloed                    | Cor                                | |
| 2010      | Lang en gelukkig                | Hilton / Willy                     | |
| 2010      | Majesteit                       | Willem-Alexander                   | |
| 2010      | Loft                            | Robert Hartman (Rob)               | |
| 2011      | De Heineken Ontvoering          | Cor van Hout                       | |
| 2012      | Van God Los                     | Tonnie                             | Tv-serie (aflevering 'Zwarte dagen')                                                                   |
| 2012      | Lieve Liza                      | Mark                               | Tv-serie (10 afleveringen)                                                                             |
| 2013      | Bellicher                       | Ruud Zwaal                         | |
| 2013      | Lieve Céline                    | Johan                              | Tv-film                                                                                                |
| 2013-2017 | Penoza                          | Lucas 'Storm' Albema               | Tv-serie (30 afleveringen) (S3-S5)                                                                     |
| 2014      | Aanmodderfakker                 | Thijs                              | Bekroond met Gouden Kalf voor Beste Acteur                                                             |
| 2015      | Homies                          | Felix                              | |
| 2015      | Jack bestelt een broertje       | Willy                              | |
| 2015      | Zwarte Tulp                     | Felix Kester                       | |
| 2016      | Eng                             | Edwin                              | |
| 2017      | Het Verlangen                   | Marc Goudemondt                    | |
| 2017      | Tulipani                        | Gauke                              | |
| 2017      | Oh Baby                         | Ruben                              | |
| 2018      | Redbad                          | Redbad                             | |
| 2018      | My Foolish Heart                | Lucas                              | |
| 2019      | Judas                           | Willem Holleeder                   | Televisieserie, gemaakt door Videoland. Bekroond met Gouden Kalf voor 'Beste acteur in televisiedrama' |
| 2019      | De 12 van Schouwendam           | Dubbelganger Olaf Witte            | Tv-serie (10 afleveringen)                                                                             |
| 2020      | Dolittle (NL)                   | stemmen van Dr. Mudfly en Rassouli | |
| 2021      | The Story of My Wife            | Jacob Störr                        | |
| 2021      | I am Zlatan                     | Ronald Koeman                      | |
| 2021      | The Croods: A New Age           | stem van Phil Betterman            | |
| 2022      | The Bad Guys (NL)               | stem van Wolf                      | |
| 2022      | Met mes                         | Ward                               | |
| 2022      | Judas 2                         | Willem Holleeder                   | Deel 2 van deze Videoland serie                                                                        |
| 2022      | Faithfully Yours                | Luuk                               | |
| 2023      | De droom van de jeugd           | Frans                              | |
| 2024      | IF                              | stem van Calvin                    | |
| 2024      | De jacht op Meral Ö.            | Ron                                | |
| 2024      | The Wild Robot                  | stem van Link                      | |

## Toneel
| Toneel    | Toneel           | Toneel                        | Toneel                                                                             |
| Jaar      | Productie        | Rol                           | Opmerkingen                                                                        |
| --------- | ---------------- | ----------------------------- | ---------------------------------------------------------------------------------- |
| 2012-2013 | Woef Side Story  | Hond                          |                                                                                    |
| 2013      | De Komst van Xia | Filosoof                      | Met "Wunderbaum"                                                                   |
| 2013      | Lang en gelukkig | Hilton / Lakei Willem / Prins | Reprise, bekroond met Musical Award voor Beste mannelijke bijrol in kleine musical |
| 2015      | Leger            | Berk                          |                                                                                    |